# بيت الأعرج (بلاد الروس)

تعديل مصدري - تعديل

بيت الأعرج هي إحدى قرى عزلة ربع اولاد حسن بمديرية بلاد الروس التابعة لمحافظة صنعاء، بلغ تعداد سكانها 44 نسمة حسب تعداد اليمن لعام 2004.